# 梵净山冠唇花
梵净山冠唇花（学名：Microtoena vanchingshanensis），为唇形科冠唇花属下的一个植物种。其种加词“vanchingshanensis”意为“贵州梵净山的”。